# Harischandra Range
Harischandra Range är en bergskedja i Indien.   Den ligger i delstaten Maharashtra, i den västra delen av landet, 1 100 km söder om huvudstaden New Delhi.